# Мусатов Володимир Іванович
Муса́тов Володи́мир Іва́нович (рос. Мусатов Владимир Иванович 1910—1993) — російський і радянський театральний актор, німецькомовний диктор доби Другої світової війни, легендарний екскурсовод Павловського музею-заповідника під Санкт-Петербургом.

## Короткий життєпис
Народився у місті Петербург, (з 1924 року — Ленінград). Батьки віддали сина на навчання у легендарну німецьку школу Петрішуле. Хлопець добре засвоїв німецьку мову на все життя. Дещо пізніше німецьку школу Петрішуле закінчила і пані Зеленова Анна Іванівна, з якою Мусатов у свій час працюватиме в Павловську.
Мати Володимира Івановича була закохана у передмістя Павловськ з його зразковим пейзажним парком, винятковою колекцією садово-паркової скульптури та парковими павільйонами, рідкісною навіть для Росії колекцією західноєвропейського живопису в палаці. Так вийшло, що всі троє (мати Володі, Володимир Мусатов та Анна Зеленова) будуть пов'язані із Павловським музеєм-заповідником на довгі десятиліття.
Володимир Мусатов став актором, працював у ТЮГ, у Ленінградському театрі музичної комедії, створив декілька епізодичних образів у кіно.

## Німецькомовний військовий диктор
Непоганий тембр голосу, театральна дикція й знання німецької забезпечили акторові запрошення працювати у пропагандиському бюро на Ленінградському фронті. Він виконував завдання радянських військових керівників: закликав німецьких військових припиняти бої та йти у полон, що було даниною страшним часам тої пори. У повоєнний період повернувся до акторства.

## Легендарний екскурсоводПавловського музею-заповідника
Все на світі як вода,
Світла радість і біда,
Все тече кудись …

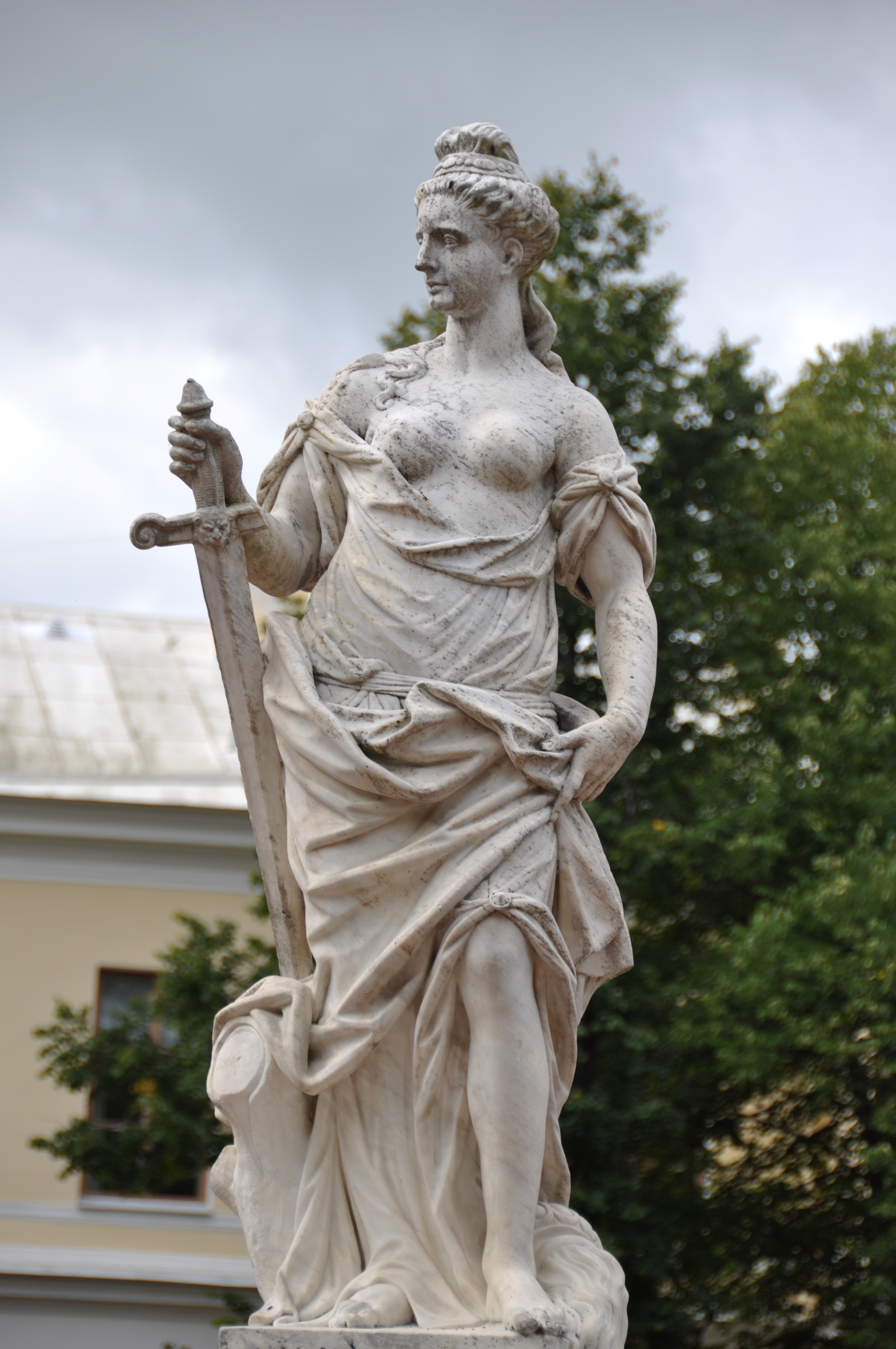
П'єтро Баратта. «Алегорія Справедливості», Павловськ (музей-заповідник), парк.

Потрощений і поруйнований палацово-парковий ансамбль у Павловську після захоплення нацистами викликав у багатьох розпач і безнадію щодо його відновлення. Адже люди пам'ятали його винятковість та діячів минулого, що працювали тут десятиліттями, серед котрих були Чарльз Камерон, Тома де Томон, П'єтро Гонзага і низка їхніх помічників.
Невірою у можливість відновленні ансамблю в Павловську був охоплений і Володимир Мусатов. Протилежної думки дотримувалася Зеленова Анна Іванівна, яка вірила у можливість відновлення Павловського ансамблю. Вона поклала все своє життя аби довести, що і неможливе — можливе, що ансамбль можна і слід відродити. Зеленова наполегливо зверталась до військових структур СРСР, що завжди мали надзвичайні матеріальні ресурси і відсутність хаосу в організаційних справах. І це спрацювало. Павловський палацово-парковий ансамбль, незважаючи на втрати, вдалося підняти із небуття до нового життя.
Мусатов і Зеленова були знайомі. Після відновлення парку в Павловську Зеленова запросила Володимира Мусатова на посаду екскурсовода, бо той був справжнім експертом його історії. Коли Мусатов закінчив акторську кар'єру, він перейшов на працю у Павловський музей-заповідник.
Нарешті згодилися всі його знання щодо історії і побутування Павловського музею-заповідника. До власних екскурсій Володимир Іванович поставився як до театральних монологів чи до вистав одного актора. Народився феномен легендарного екскурсовода. На його лекції збирався натовп. Йому влаштовували оплески у парку, яку у театральній залі. Слава легендарного екскурсовода перетнула кордони Ленінгадської області. Відомі випадки, коли на його лекції приїздили з інших міст СРСР.
Мусатов Володимир Іванович помер 1993 року на сімдесят третьому році життя.

## Галерея фото Павловського парка

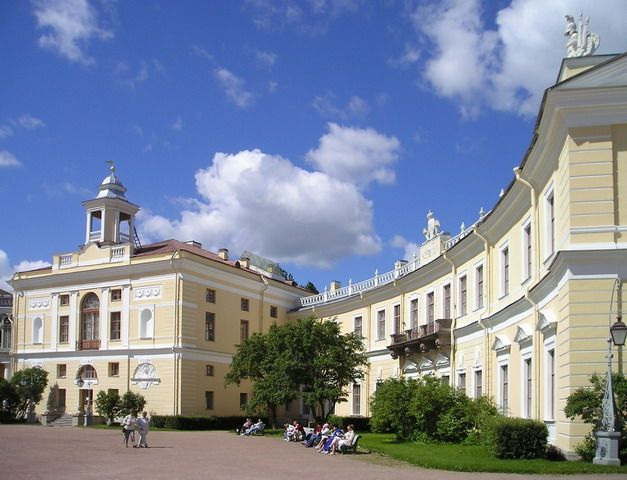
Двоповерхові павільйони і галереї палацу у Павловську.

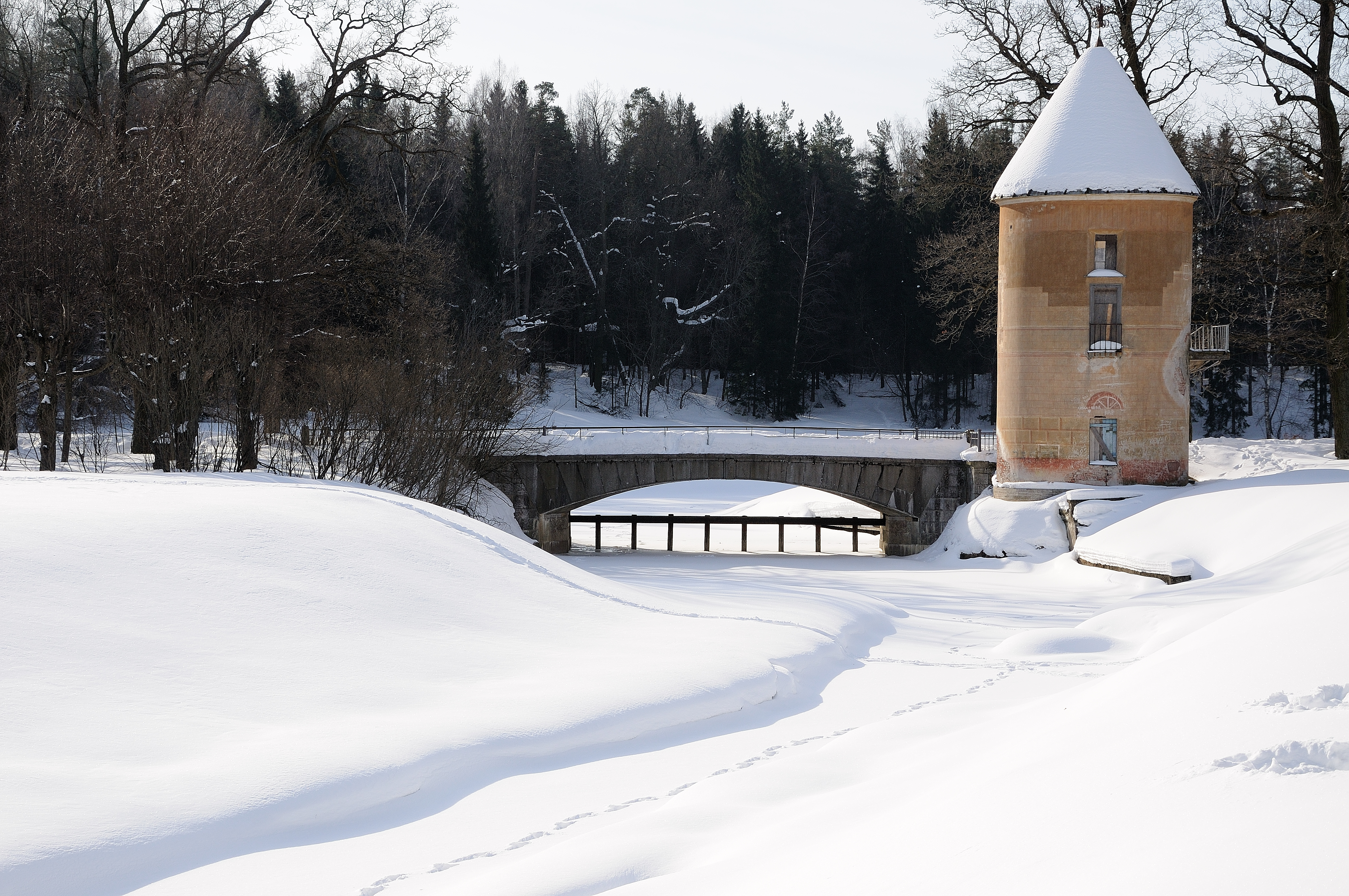
Пиль-вежа і місток в парку.

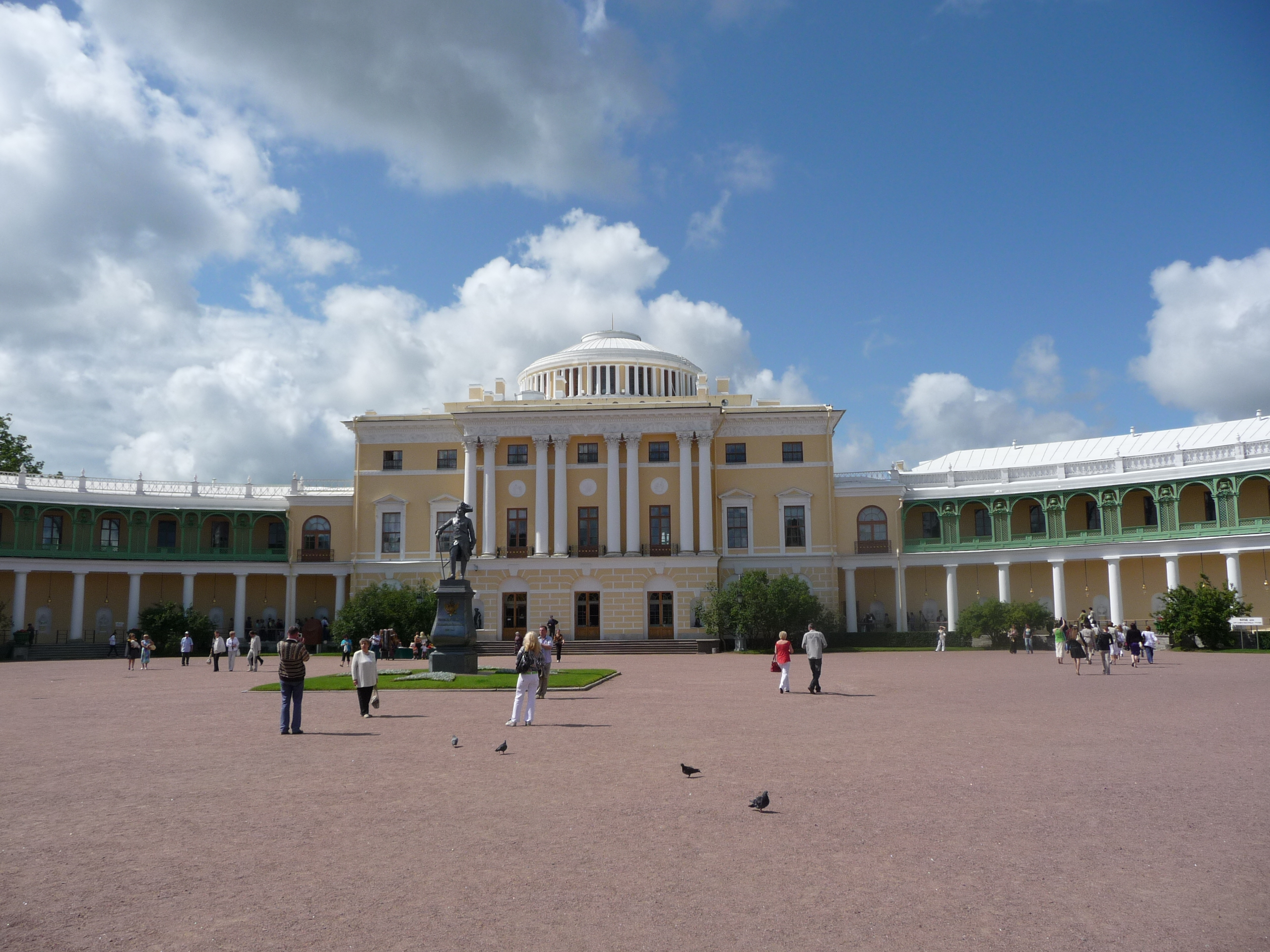
Павловськ. Площа перед палацом (дальній план)
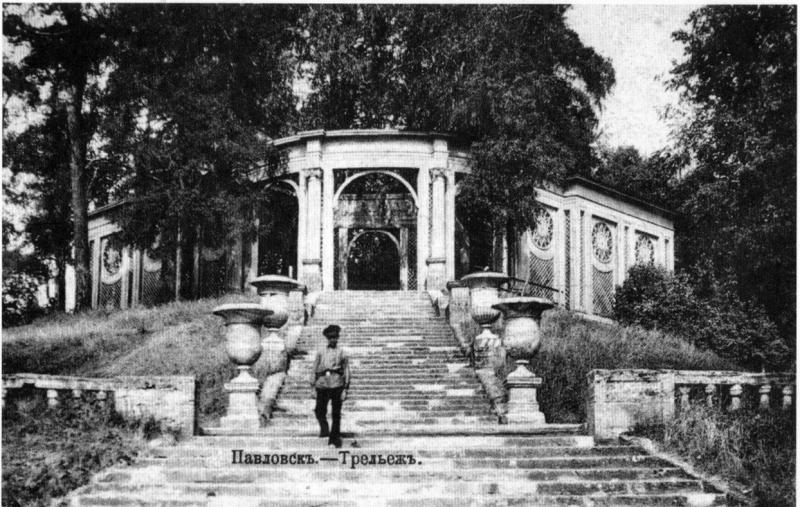
Павловськ. Павільйон «Трельяж», поштівка 1900 року.
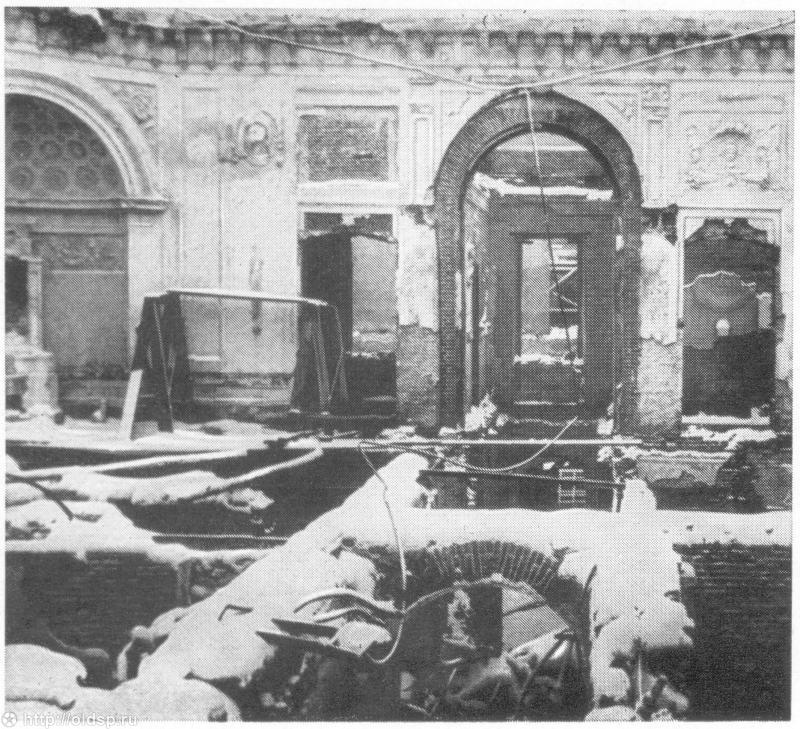
Поруйнований палац в Павловську, фото 1944 року
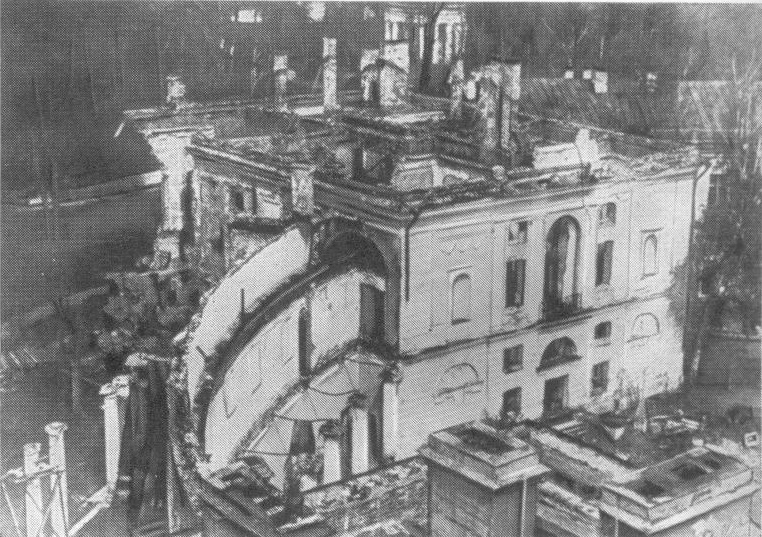
Поруйнована галерея і дворовий флігель, фото 1944 р.

## Див. також

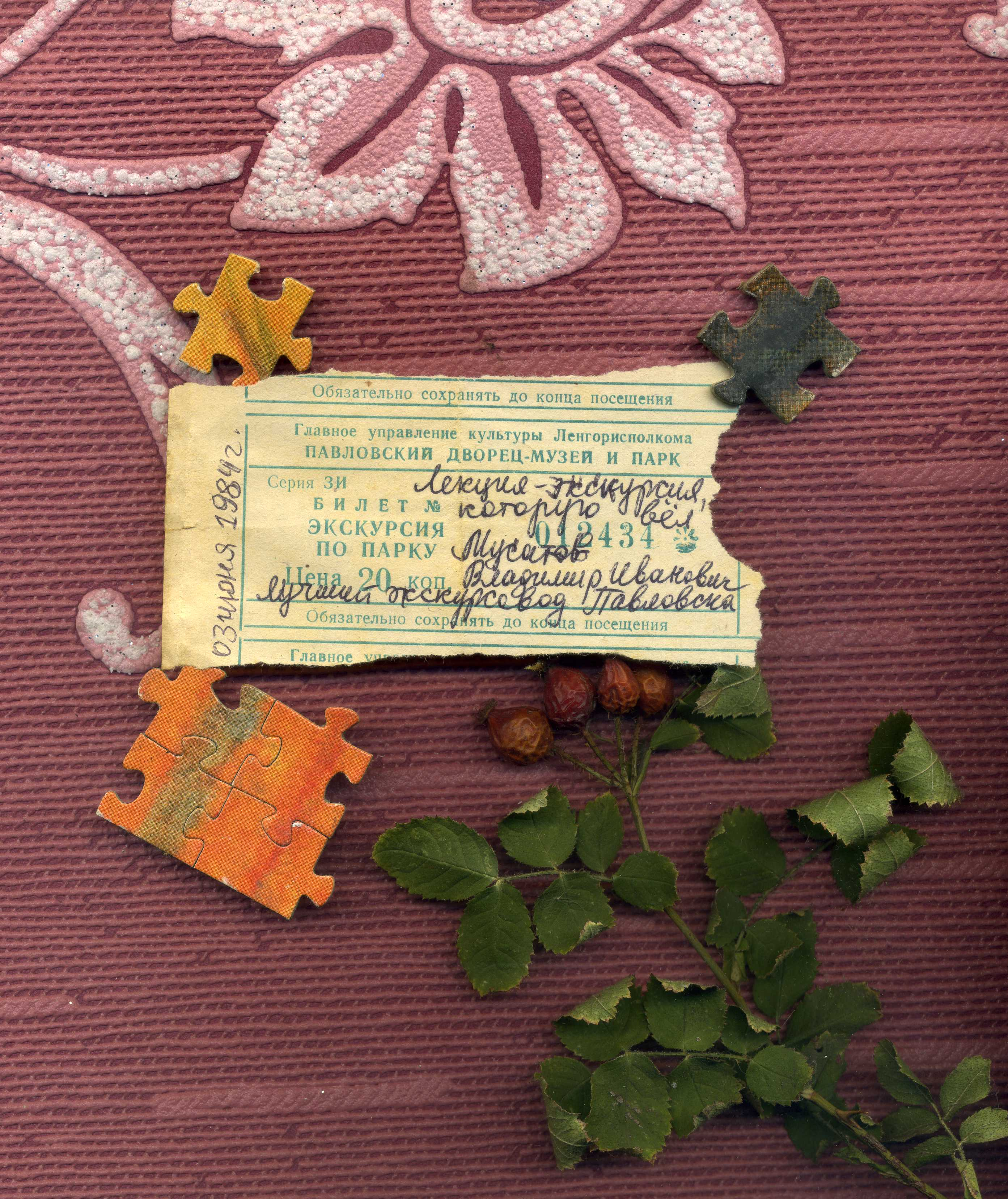
Квиток на екскурсію Мусатова Володимира Івановича. 1984 рік.